# Sclerocrangon variabilis
Sclerocrangon variabilis är en kräftdjursart. Sclerocrangon variabilis ingår i släktet Sclerocrangon och familjen Crangonidae. Inga underarter finns listade i Catalogue of Life.